# خنفسة ذهبية مدرعة
خنفساء الذهبية المدرعة أو الخنفساء السلحفية الذهبية  (Golden Tortoise Beetle) والأسم العلمي لها : Charidotella sexpunctata  هذه الخنافس ليست محببة الشكل عادة ولا تصنف من الحشرات التي تمتلك شكلا جميلا لكن هناك استثناء خاص لهذا النوع من الخنافس، هذه المخلوقات الصغيرة الذهبية اللون تشبه السلحفاة والخنافس في نفس الوقت، وهي خنفساء في الواقع لكنها تشبه السلحفاة إلى حد كبير وهذا سبب تسميتها بهذا الاسم.